# Merrey-sur-Arce
Merrey-sur-Arce és un municipi francès situat al departament de l'Aube i a la regió del Gran Est. L'any 2007 tenia 330 habitants.

## Demografia

### Població
El 2007 la població de fet de Merrey-sur-Arce era de 330 persones. Hi havia 139 famílies de les quals 37 eren unipersonals (4 homes vivint sols i 33 dones vivint soles), 45 parelles sense fills, 53 parelles amb fills i 4 famílies monoparentals amb fills.
La població ha evolucionat segons el següent gràfic:
Habitants censats

### Habitatges
El 2007 hi havia 190 habitatges, 139 eren l'habitatge principal de la família, 36 eren segones residències i 15 estaven desocupats. 180 eren cases i 6 eren apartaments. Dels 139 habitatges principals, 115 estaven ocupats pels seus propietaris, 21 estaven llogats i ocupats pels llogaters i 3 estaven cedits a títol gratuït; 1 tenia una cambra, 6 en tenien dues, 21 en tenien tres, 40 en tenien quatre i 71 en tenien cinc o més. 109 habitatges disposaven pel capbaix d'una plaça de pàrquing. A 61 habitatges hi havia un automòbil i a 65 n'hi havia dos o més.

### Piràmide de població
La piràmide de població per edats i sexe el 2009 era:
| Homes | Edats   | Dones |
| ----- | ------- | ----- |
| 0     | 95 o +  | 4     |
| 4     | 90 a 94 | 0     |
| 8     | 85 a 89 | 12    |
| 4     | 80 a 84 | 0     |
| 12    | 75 a 79 | 8     |
| 4     | 70 a 74 | 8     |
| 4     | 65 a 69 | 12    |
| 4     | 60 a 64 | 8     |
| 0     | 55 a 59 | 0     |
| 4     | 50 a 54 | 4     |
| 24    | 45 a 49 | 16    |
| 8     | 40 a 44 | 16    |
| 20    | 35 a 39 | 16    |
| 8     | 30 a 34 | 8     |
| 4     | 25 a 29 | 0     |
| 4     | 20 a 24 | 8     |
| 12    | 15 a 19 | 12    |
| 8     | 10 a 14 | 8     |
| 16    | 5 a 9   | 12    |
| 4     | 0 a 4   | 12    |

## Economia
El 2007 la població en edat de treballar era de 210 persones, 165 eren actives i 45 eren inactives. De les 165 persones actives 155 estaven ocupades (84 homes i 71 dones) i 10 estaven aturades (4 homes i 6 dones). De les 45 persones inactives 19 estaven jubilades, 15 estaven estudiant i 11 estaven classificades com a «altres inactius».

### Ingressos
El 2009 a Merrey-sur-Arce hi havia 150 unitats fiscals que integraven 341 persones, la mediana anual d'ingressos fiscals per persona era de 22.319 €.

### Activitats econòmiques
Dels 12 establiments que hi havia el 2007, 4 eren d'empreses alimentàries, 2 d'empreses de construcció, 3 d'empreses de comerç i reparació d'automòbils, 1 d'una empresa de transport, 1 d'una empresa d'hostatgeria i restauració i 1 d'una empresa immobiliària.
Dels 2 establiments de servei als particulars que hi havia el 2009, 1 era un paleta i 1 guixaire pintor.
L'any 2000 a Merrey-sur-Arce hi havia 24 explotacions agrícoles que ocupaven un total de 609 hectàrees.

## Poblacions més properes
El següent diagrama mostra les poblacions més properes.